# Lawrence Bender

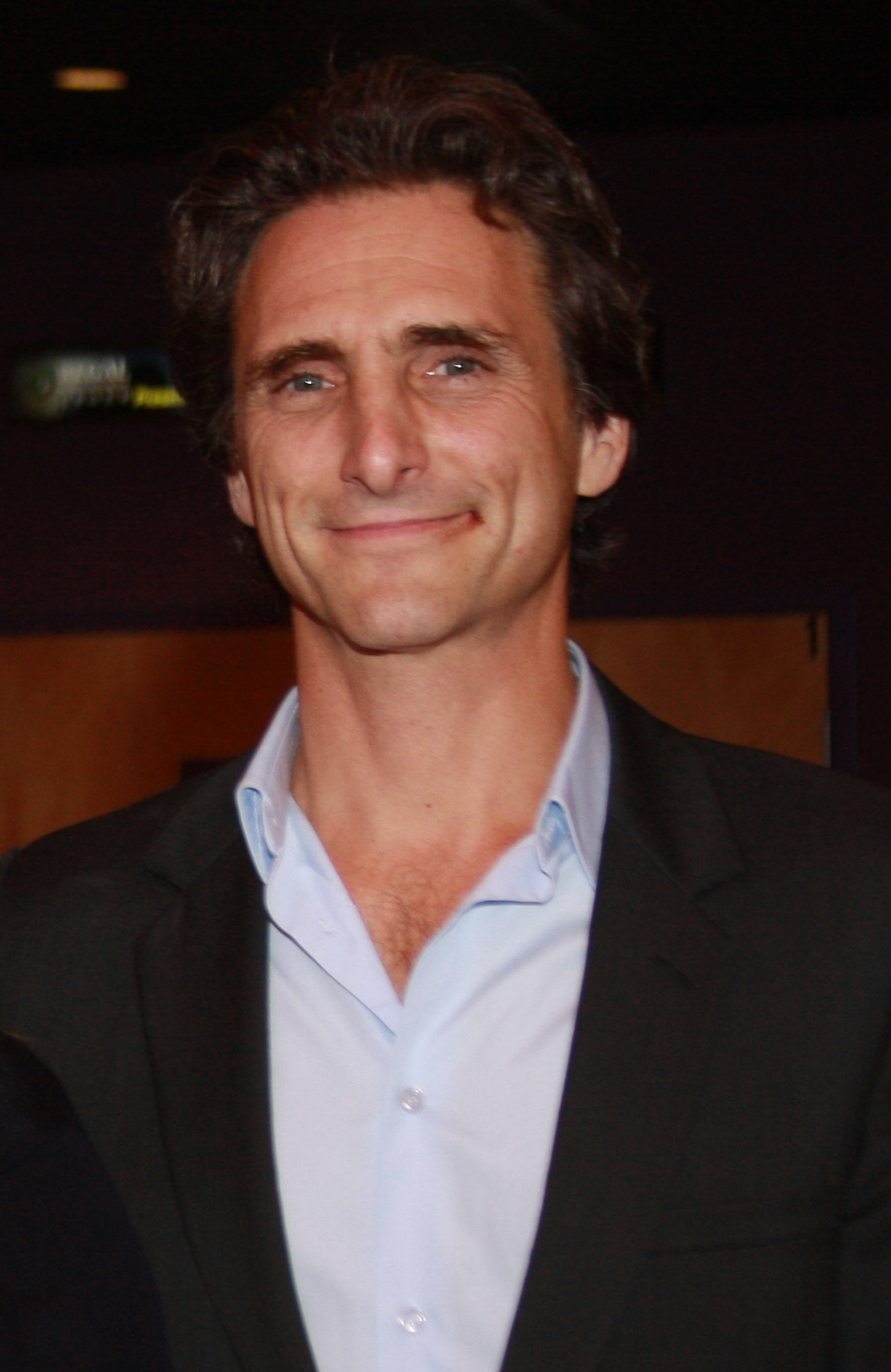
Lawrence Bender

Lawrence Bender (New York, 17 oktober 1957) is een Amerikaans filmproducent. Zijn doorbraak beleefde hij in 1992 als producent met de film Reservoir Dogs, geregisseerd door Quentin Tarantino. Sindsdien heeft Bender alle films van Tarantino geproduceerd met uitzondering van Death Proof en Django Unchained.

## Filmografie

### Als producent
- Tale of Two Sisters (1989)
- Intruder (1989)
- Reservoir Dogs (1992)
- Fresh (1994)
- Pulp Fiction (1994)
- Killing Zoe (1994)
- Four Rooms (1995)
- White Man's Burden (1995)
- Good Will Hunting (1997)
- Jackie Brown (1997)
- A Price Above Rubies (1998)
- Anna and the King (1999)
- The Mexican (2001)
- Knockaround Guys (2001)
- Kill Bill: Volume 1 (2003)
- Dirty Dancing: Havana Nights (2004)
- Kill Bill: Volume 2 (2004)
- Voces inocentes (2004)
- The Chumscrubber (2005)
- The Great Raid (2005)
- An Inconvenient Truth (2006)
- The Youngest Candidate (2008)
- Inglourious Basterds (2009)
- Countdown to Zero (2010)
- Safe (2012)
- Alien Abduction (2014)
- The Forest (2016)
- An Inconvenient Sequel: Truth to Power (2017)
- Greta (2018)
- Capstone (2020)
- Two Distant Strangers (2020)
- The Harder They Fall (2021)
- Adventures of the Naked Umbrella (2023) [1]

### Als uitvoerend producent
- Snakeland (1996)
- From Dusk Till Dawn (1996)
- From Dusk Till Dawn 2: Texas Blood Money (1999)
- From Dusk Till Dawn 3: The Hangman's Daughter (2000)
- Anatomy of a Hate Crime (TV) (2001)
- Lost in Oz (TV) (2002)
- Stark Raving Mad (2002)
- Nancy Drew (TV) (2002)
- The Survivors Club (TV) (2004)
- Dr. Vegas (TV) (2004)
- Legend of Earthsea (2004)
- Build or Bust (TV) (2005)
- Goal! (2005)
- Flirt (TV) (2006)
- The Line-Up (2007)
- 88 Minutes (2007)
- Long Island Confidential (TV) (2008)